# Tergurida
Tergurida (INN), também conhecida como trans-dihidrolisuride, é uma substância antagonista do receptor de serotonina  e agonista do receptor de dopamina, pertencente a família da ergolina. É aprovada e utilizada como um inibidor da prolactina no tratamento da hiperprolactinemia. Tergurida na forma oral é um potente antagonista dos receptores 5-HT2B e 5-HT2A da serotonina.